# Eugenia marowynensis
Eugenia marowynensis là một loài thực vật có hoa trong Họ Đào kim nương. Loài này được Miq. mô tả khoa học đầu tiên năm 1851.